# 藤原盛憲
藤原 盛憲（ふじわら の もりのり）は、平安時代後期の貴族。勧修寺流藤原氏の流れを汲む少納言・藤原顕憲の長男。官位は正四位下、少納言、式部大輔。

## 略歴
父の姉妹が藤原忠実の室となり頼長の生母となったことから、従兄弟として頼長に近侍し、その外出の際にはたびたび前駆を務めた。さらに崇徳上皇の殿上人でもあったことから、保元元年（1156年）の保元の乱に当たっては、兄弟達と共に上皇・頼長方に参加した。
敗北後は頼長に随って逃亡、頼長の横死後に出家するが赦されず捕虜となる。さらに、近衛天皇や美福門院らを呪詛したとの嫌疑によって、弟・経憲と共に拷問を加えられた後、佐渡国へと流罪となった。
孫・重房は丹波国何鹿郡上杉庄に所領を授かって上杉を名乗り、その子孫は後世上杉氏として繁栄している。

## 経歴
- 父：藤原顕憲
- 母：不詳
- 妻：不詳
- 生母不詳の子女
  - 男子：藤原清房（?-?）